# Cordes-sur-Ciel
Pour les articles homonymes, voir Cordes.
Cordes-sur-Ciel (en occitan Còrdas d’Albigés, en français Cordes jusqu'en 1993), autrefois appelée Cordes-la-Montagne, a été renommée d'après le livre Légendaire de Cordes sur ciel, publié en 1947 par Jeanne Ramel-Cals. Jeanne Ramel-Cals a rebaptisé Cordes en ajoutant sur-ciel à cause des nuages qui entouraient souvent la ville. C’est  lors d’une entrevue avec un journaliste que le nom a pris. Lucienne Touren n’a eu de cesse de faire de ce village un haut lieu de rassemblement de musiciens. Une salle à la mairie lui a d’ailleurs été consacrée. Cordes sur ciel était connue sous la Révolution sous le nom de Cordes-la-Montagne, c’est une commune française située dans le département du Tarn, en région Occitanie. Sur le plan historique et culturel, la commune est dans le Ségala, un territoire s'étendant sur les départements du Tarn et de l'Aveyron, constitué de longs plateaux schisteux, morcelés d'étroites vallées.
Exposée à un climat océanique altéré, elle est drainée par le Cérou, l'Aurausse et par divers autres petits cours d'eau. La commune possède un patrimoine naturel remarquable composé d'une zone naturelle d'intérêt écologique, faunistique et floristique.
Cordes-sur-Ciel est une commune rurale qui compte 847 habitants en 2022, après avoir connu un pic de population de 2 925 habitants en 1851. Ses habitants sont appelés les Cordais ou  Cordaises.
Bastide construite en 1222 par le comte Raymond VII de Toulouse, haut lieu du catharisme, cette cité médiévale adapte ses rues tortueuses et ses maisons séculaires à un relief escarpé dominant la paisible vallée du Cérou. Site touristique fréquenté, Grand Site Occitanie, elle est une étape du pèlerinage de Saint-Jacques-de-Compostelle. Chaque année, environ 600 000 touristes visitent cette ville au patrimoine exceptionnel, attirés par son architecture médiévale préservée et son atmosphère unique.
La commune est membre de l'association Les Plus Beaux Villages de France. En 2014, ce village a été élu Village préféré des Français dans l'émission présentée par Stéphane Bern sur France 2.
Cordes-sur-Ciel est également réputée pour son festival du Grand Fauconnier, qui se tient chaque année le 14 juillet. Cet événement très populaire attire une foule nombreuse, venue assister aux défilés en costume d'époque et aux nombreuses animations autour du Moyen Âge, faisant revivre le riche passé médiéval de la cité.
Cordes-sur-Ciel a également attiré de grandes personnalités, parmi lesquelles Charles de Gaulle, Albert Camus et surtout François Mitterrand, qui appréciait particulièrement le charme de la cité médiévale.

## Géographie

### Localisation
Cordes-sur-Ciel est située dans le nord-ouest du département du Tarn, dans la vallée du Cérou. La commune se trouve sur la route nationale 122 et sur la rive gauche du Cérou, un affluent de l'Aveyron, à 1 h 15 min environ de Toulouse, par la route.

### Communes limitrophes
Les communes limitrophes sont Amarens, Bournazel, Les Cabannes, Livers-Cazelles, Mouzieys-Panens, Saint-Marcel-Campes et Souel.
| Mouzieys-Panens | Bournazel       |                     |
| Les Cabannes    | Cordes-sur-Ciel | Saint-Marcel-Campes |
| Amarens         | Souel           | Livers-Cazelles     |

### Géologie et relief
L'altitude de la commune varie entre 159 et 320 mètres. Le village a donné son nom au plateau calcaire qu'il occupe, le plateau cordais.

### Voies de communication et transports
Accès depuis la gare SNCF de Vindrac, située à 4,7 km par la D 600. Des taxis locaux prennent en charge les voyageurs à leur arrivée.
La D 600 va de Vindrac à Albi. La D 922 relie Cordes-sur-Ciel à Gaillac, d'où l'on peut emprunter l'A68 qui rejoint Toulouse.
La ligne 707 du réseau régional liO assure la desserte de la commune, la reliant à Albi et à Milhars.

### Hydrographie
La commune est dans le bassin de la Garonne, au sein du bassin hydrographique Adour-Garonne. Elle est drainée par le Cérou et l'Aurausse et par divers petits cours d'eau, qui constituent un réseau hydrographique de 8 km de longueur totale,.
Le Cérou, d'une longueur totale de 87,1 km, prend sa source dans la commune de Saint-Jean-Delnous et s'écoule d'est en ouest. Il traverse la commune et se jette dans l'Aveyron à Varen, après avoir traversé 23 communes.

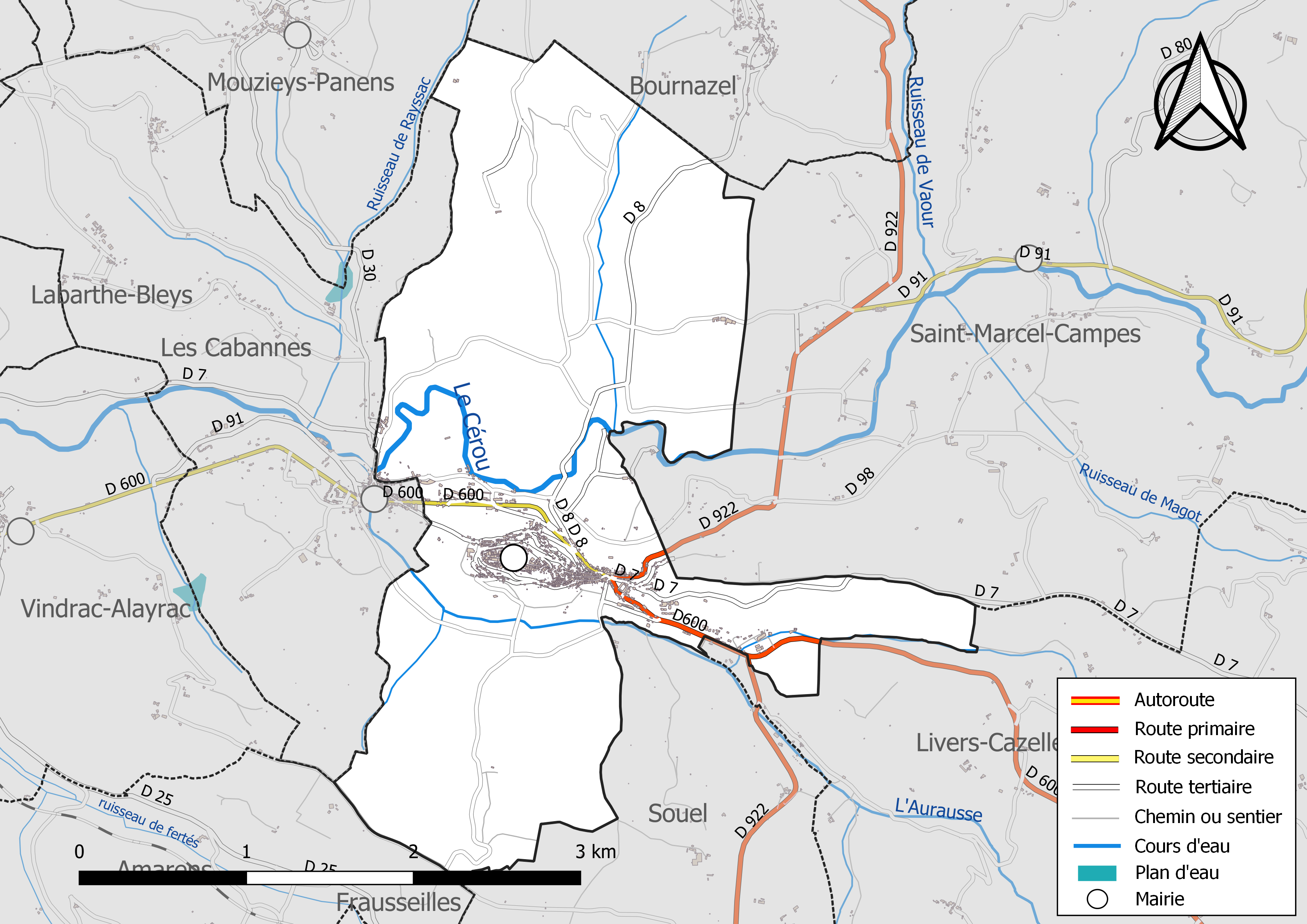
Réseaux hydrographique et routier de Cordes-sur-Ciel.

### Climat
Pour des articles plus généraux, voir Climat de l'Occitanie et Climat du Tarn.
En 2010, le climat de la commune est de type climat du Bassin du Sud-Ouest, selon une étude du Centre national de la recherche scientifique s'appuyant sur une série de données couvrant la période 1971-2000. En 2020, Météo-France publie une typologie des climats de la France métropolitaine dans laquelle la commune est exposée à un climat océanique altéré et est dans la région climatique Aquitaine, Gascogne, caractérisée par une pluviométrie abondante au printemps, modérée en automne, un faible ensoleillement au printemps, un été chaud (19,5 °C), des vents faibles, des brouillards fréquents en automne et en hiver et des orages fréquents en été (15 à 20 jours).
Pour la période 1971-2000, la température annuelle moyenne est de 12,9 °C, avec une amplitude thermique annuelle de 16,3 °C. Le cumul annuel moyen de précipitations est de 835 mm, avec 11 jours de précipitations en janvier et 5,9 jours en juillet. Pour la période 1991-2020, la température moyenne annuelle observée sur la station météorologique de Météo-France la plus proche, « St-antonin-teus », sur la commune de Saint-Antonin-Noble-Val à 19 km à vol d'oiseau, est de 13,8 °C et le cumul annuel moyen de précipitations est de 872,1 mm. 
La température maximale relevée sur cette station est de 42,5 °C, atteinte le 27 juin 2019 ; la température minimale est de −14 °C, atteinte le 9 février 2012,,.
Les paramètres climatiques de la commune ont été estimés pour le milieu du siècle (2041-2070) selon différents scénarios d'émission de gaz à effet de serre à partir des nouvelles projections climatiques de référence DRIAS-2020. Ils sont consultables sur un site dédié publié par Météo-France en novembre 2022.

### Milieux naturels et biodiversité

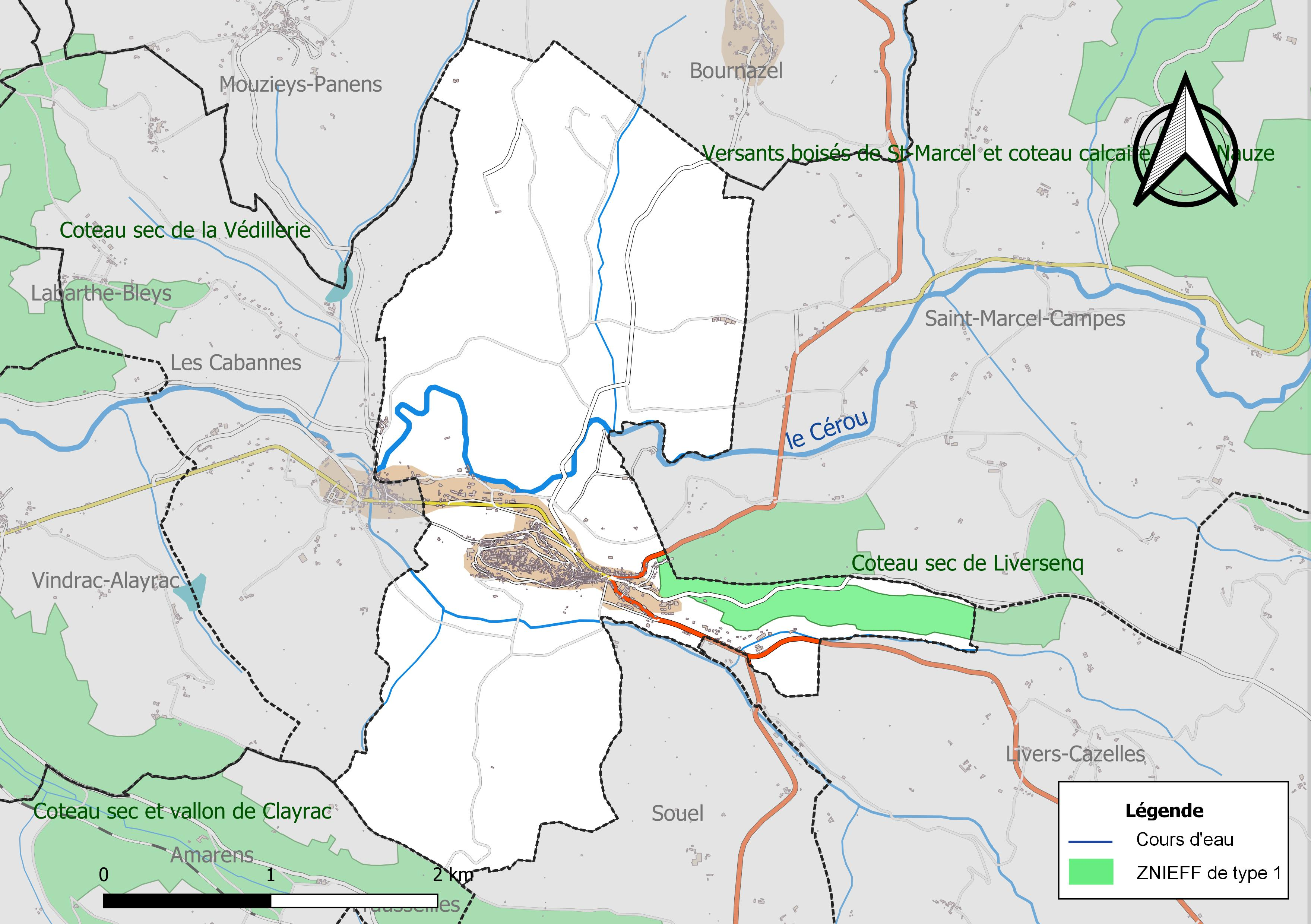
Carte de la ZNIEFF de type 1 localisée sur la commune.

L’inventaire des zones naturelles d'intérêt écologique, faunistique et floristique (ZNIEFF) a pour objectif de réaliser une couverture des zones les plus intéressantes sur le plan écologique, essentiellement dans la perspective d’améliorer la connaissance du patrimoine naturel national et de fournir aux différents décideurs un outil d’aide à la prise en compte de l’environnement dans l’aménagement du territoire.
Une ZNIEFF de type 1 est recensée sur la commune :
le « coteau sec de Liversenq » (115 ha), couvrant 3 communes du département.

## Urbanisme

### Typologie
Au 1er janvier 2024, Cordes-sur-Ciel est catégorisée bourg rural, selon la nouvelle grille communale de densité à sept niveaux définie par l'Insee en 2022.
Elle est située hors unité urbaine et hors attraction des villes,.

### Occupation des sols
L'occupation des sols de la commune, telle qu'elle ressort de la base de données européenne d’occupation biophysique des sols Corine Land Cover (CLC), est marquée par l'importance des territoires agricoles (65,1 % en 2018), en augmentation par rapport à 1990 (63,7 %). La répartition détaillée en 2018 est la suivante : 
prairies (31 %), milieux à végétation arbustive et/ou herbacée (28 %), terres arables (21,3 %), zones agricoles hétérogènes (12,8 %), zones urbanisées (5,8 %), forêts (1,2 %). L'évolution de l’occupation des sols de la commune et de ses infrastructures peut être observée sur les différentes représentations cartographiques du territoire : la carte de Cassini (XVIIIe siècle), la carte d'état-major (1820-1866) et les cartes ou photos aériennes de l'IGN pour la période actuelle (1950 à aujourd'hui).

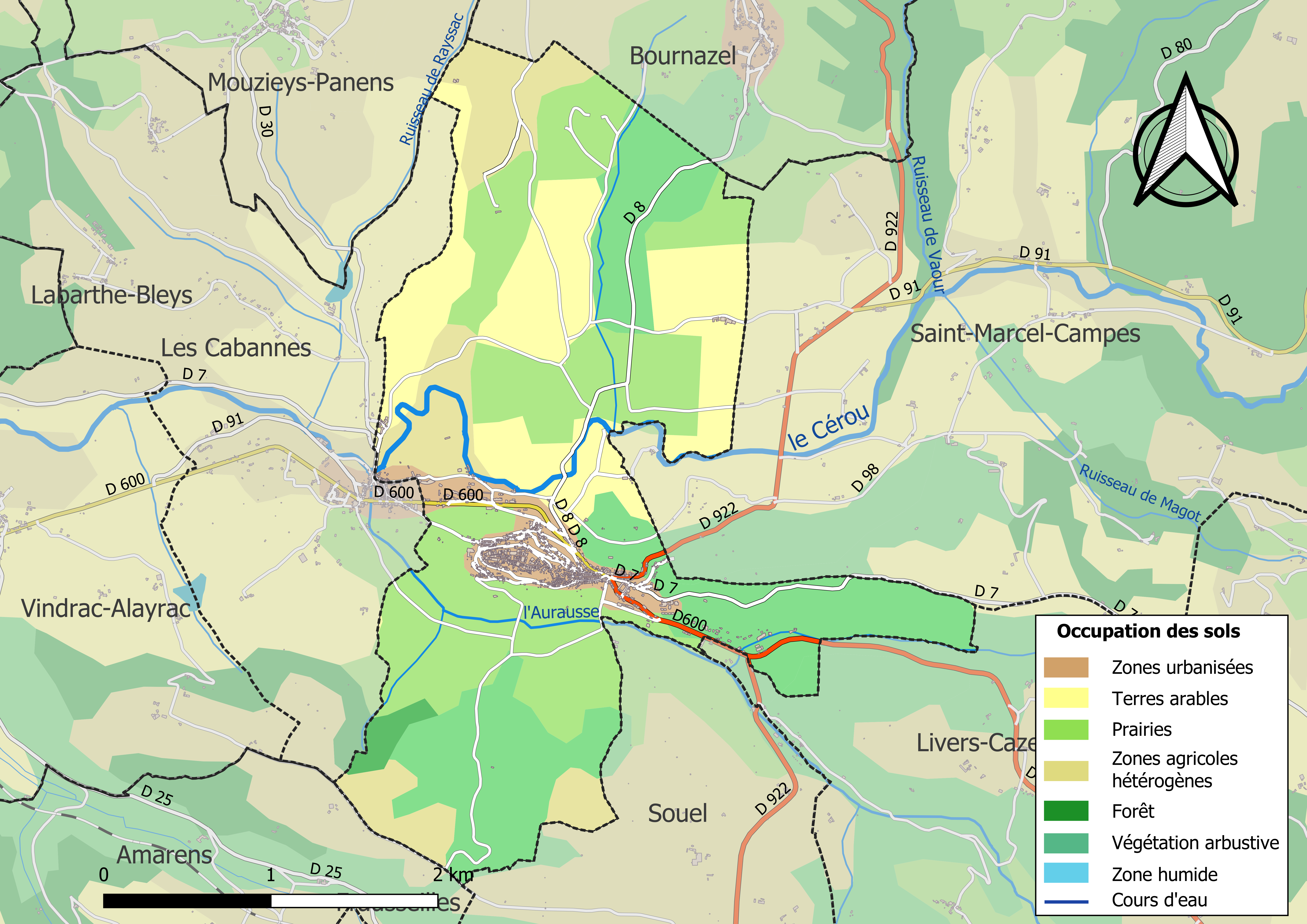
Carte des infrastructures et de l'occupation des sols de la commune en 2018 (CLC).

### Risques majeurs
Le territoire de la commune de Cordes-sur-Ciel est vulnérable à différents aléas naturels : météorologiques (tempête, orage, neige, grand froid, canicule ou sécheresse), inondations, mouvements de terrains et séisme (sismicité très faible). Il est également exposé à deux risques technologiques, le transport de matières dangereuses et la rupture d'un barrage. Un site publié par le BRGM permet d'évaluer simplement et rapidement les risques d'un bien localisé soit par son adresse soit par le numéro de sa parcelle.

#### Risques naturels
Certaines parties du territoire communal sont susceptibles d’être affectées par le risque d’inondation par débordement de cours d'eau, notamment le Cérou. La cartographie des zones inondables en ex-Midi-Pyrénées réalisée dans le cadre du XIe Contrat de plan État-région, visant à informer les citoyens et les décideurs sur le risque d’inondation, est accessible sur le site de la DREAL Occitanie. La commune a été reconnue en état de catastrophe naturelle au titre des dommages causés par les inondations et coulées de boue survenues en 1982, 1992, 1994, 2003, 2005, 2009 et 2021,.
Cordes-sur-Ciel est exposée au risque de feu de forêt. En 2022, il n'existe pas de Plan de Prévention des Risques incendie de forêt (PPRif). Le débroussaillement aux abords des maisons constitue l’une des meilleures protections pour les particuliers contre le feu,.

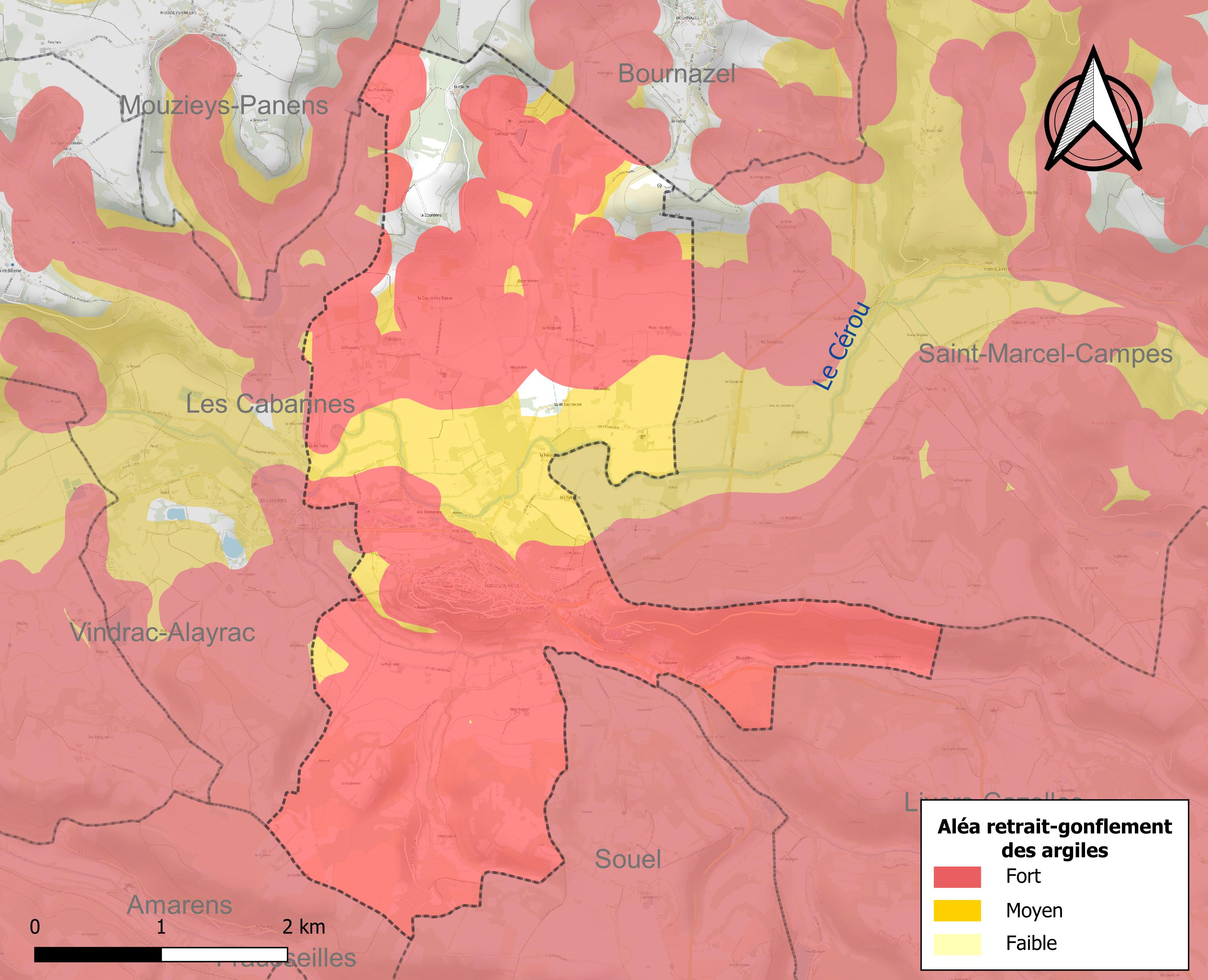
Carte des zones d'aléa retrait-gonflement des sols argileux de Cordes-sur-Ciel.

La commune est vulnérable au risque de mouvements de terrains constitué principalement du retrait-gonflement des sols argileux. Cet aléa est susceptible d'engendrer des dommages importants aux bâtiments en cas d’alternance de périodes de sécheresse et de pluie. 93 % de la superficie communale est en aléa moyen ou fort (76,3 % au niveau départemental et 48,5 % au niveau national). Sur les 585 bâtiments dénombrés sur la commune en 2019, 580 sont en aléa moyen ou fort, soit 99 %, à comparer aux 90 % au niveau départemental et 54 % au niveau national. Une cartographie de l'exposition du territoire national au retrait gonflement des sols argileux est disponible sur le site du BRGM,.
Par ailleurs, afin de mieux appréhender le risque d’affaissement de terrain, l'inventaire national des cavités souterraines permet de localiser celles situées sur la commune.

#### Risques technologiques
Le risque de transport de matières dangereuses sur la commune est lié à sa traversée par des infrastructures routières ou ferroviaires importantes ou la présence d'une canalisation de transport d'hydrocarbures. Un accident se produisant sur de telles infrastructures est susceptible d’avoir des effets graves sur les biens, les personnes ou l'environnement, selon la nature du matériau transporté. Des dispositions d’urbanisme peuvent être préconisées en conséquence.
La commune est en outre située en aval d'un barrage de classe A. À ce titre elle est susceptible d’être touchée par l’onde de submersion consécutive à la rupture de cet ouvrage.

## Toponymie
À sa création, le village reçut le nom occitan médiéval de Còrdoa, vraisemblablement en référence à la ville de Cordoue. En occitan moderne le nom est devenu Còrdas d’Albigés ou simplement Còrdas. En effet, il existait des ateliers de tannerie le long du Cérou et la ville espagnole de Cordoue était connue pour son artisanat du cuir. D'autres villages du Tarn font référence à des villes espagnoles, comme Pampelune, Cadix ou Valence.
Lors de la Révolution française, la ville est rebaptisée Cordes-la-Montagne.
En 1947, une journaliste romancière et poétesse, Jeanne Ramel-Cals, invente le nom de Cordes-sur-Ciel, le village évoquant la mer de nuages qui entoure la colline centrale majoritairement à l'automne et au printemps. Le nom de la commune est changé officiellement en 1993 par le ministre de l'Intérieur et futur maire de Cordes-sur-Ciel, Paul Quilès.Ceci pour différencier Cordes(81) et Gordes (84).

## Histoire

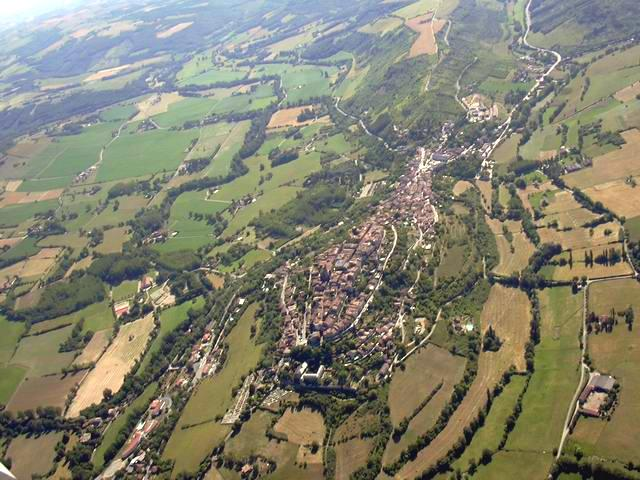
Photo aérienne de Cordes-sur-Ciel.

### Avant la bastide
L'histoire de Cordes précédant la bastide ne signifie pas une absence de peuplement. Des vestiges d'un château fort semblent avoir subsisté jusqu'au XVIIe siècle, témoin d'une occupation antérieure à la construction de la bastide. Toutefois, ce foyer de population est trop faible pour être le siège d'une paroisse. À cette époque, il existe probablement des ateliers de travail du cuir au bord de la rivière Cérou.
Lors de la croisade des Albigeois, Saint-Marcel est incendié et détruite par les croisés de Simon IV de Montfort.

### Construction de la bastide

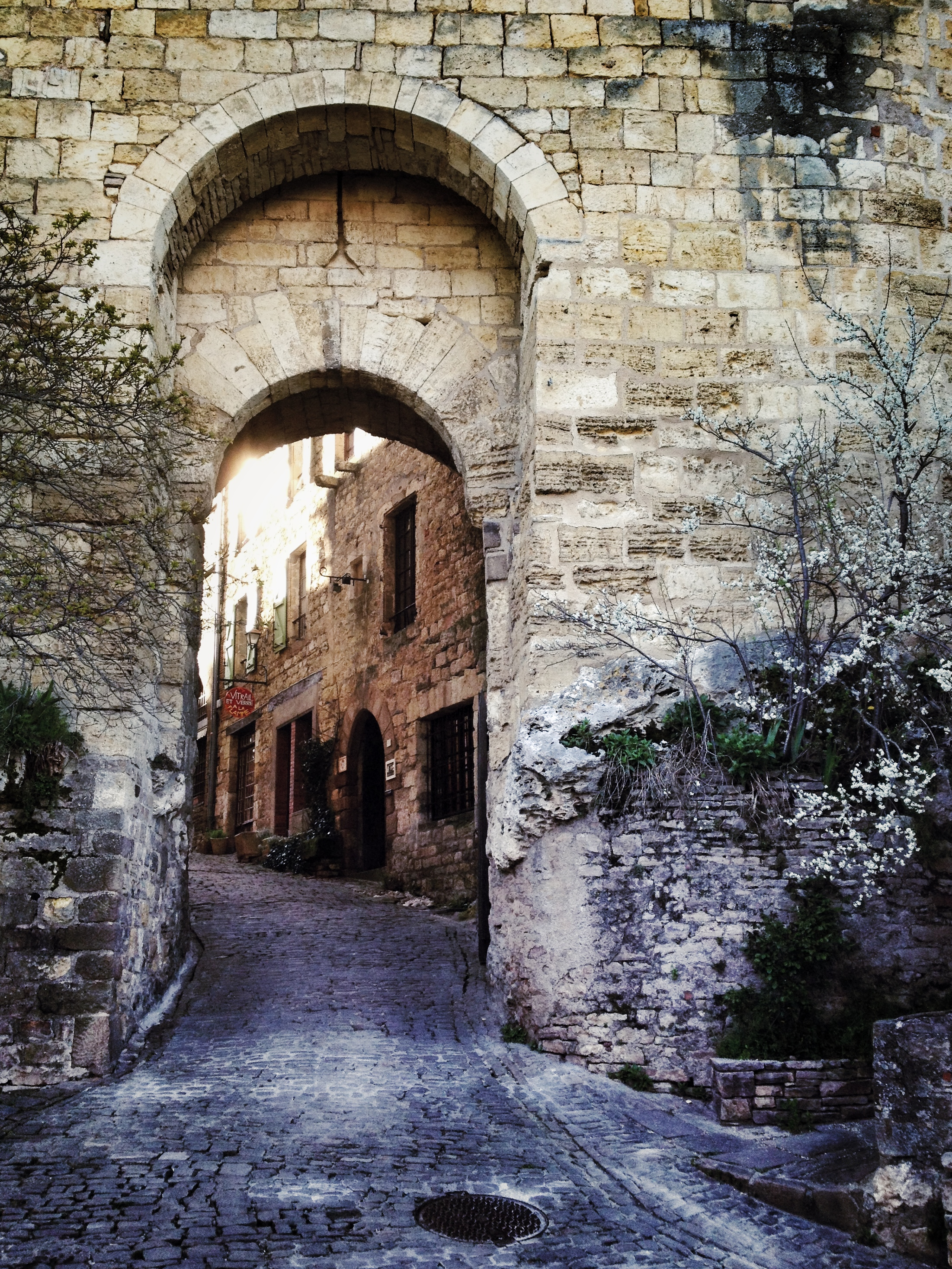
Porte de Rous sur la première enceinte du XIIIe siècle.

La ville nouvelle s'inscrit dans le contexte de la fin des combats de la croisade des Albigeois. Elle a pour but de reloger des populations ayant tout perdu lors des destructions opérées par les chevauchées des croisés. Le comte de Toulouse veut repeupler les zones ravagées et principalement y favoriser le développement économique. Pour Charles Higounet, ces projets portent la marque de Doat Alaman, et de son fils Sicard qu'il surnomme bastidors. Ces gestionnaires de la fortune des comtes de Toulouse sont les initiateurs de cette politique de construction. La bastide de Cordes constitue un verrou militaire au nord du comté de Toulouse et barre la vallée du Cérou.
Les deux premières enceintes fortifiées sont bâties dans un délai de sept ans. À l'origine la bastide n'avait que deux portes. En 1222, le comte de Toulouse Raymond VII octroie une charte de privilèges aux futurs habitants de la construction sur le lieu-dit « Puech de Mordagne ». En 1229, date du traité de Paris, Cordes est signalé comme une des villes fortes de l'Albigeois. Il est attesté que des habitations sont antérieures à la première enceinte.
Des habitants des villages voisins tel Mouzieys-Panens participent à l'érection des murailles et au creusement des fossés. Une lecture des restes de remparts révèle que les premiers murs sont bâtis avec les pierres calcaires locales. Plus tard, des briques et des pierres de carrières plus lointaines sont utilisées : carrière de Corrompis dans la commune des Cabannes et grès rouge de Salles. Les murs ont probablement été construits par les habitants eux-mêmes : les parcelles comprenaient une maison donnant sur la rue, un petit jardin derrière, clos par un mur aveugle dont l'entretien est à la charge de l'habitant.
Conformément au traité de Paris de 1229, Jeanne, fille unique de Raymond VII de Toulouse, épouse en 1241 Alphonse de Poitiers, frère du roi Louis IX. Le comté de Toulouse, jusqu'alors autonome, est rattaché à la couronne de France à la mort d’Alphonse II et de Jeanne en 1271. Jamais conquise, Cordes devient ainsi terre de France en 1370.
Un atelier de tisserands occupé par des bons hommes hérétiques est attesté dès 1226 par des interrogatoires conservés de l'Inquisition. Il est probable que ce havre de paix ait attiré cette population, première victime du conflit qui s'achève. Une légende indique une révolte de la population contre une décision d'envoyer des cathares locaux au bûcher ayant abouti à la précipitation de trois inquisiteurs dans le puits de la halle. Charles Portal la dément, aucun texte antérieur au XVIIe siècle ne l'ayant reprise.

### Âge d'or

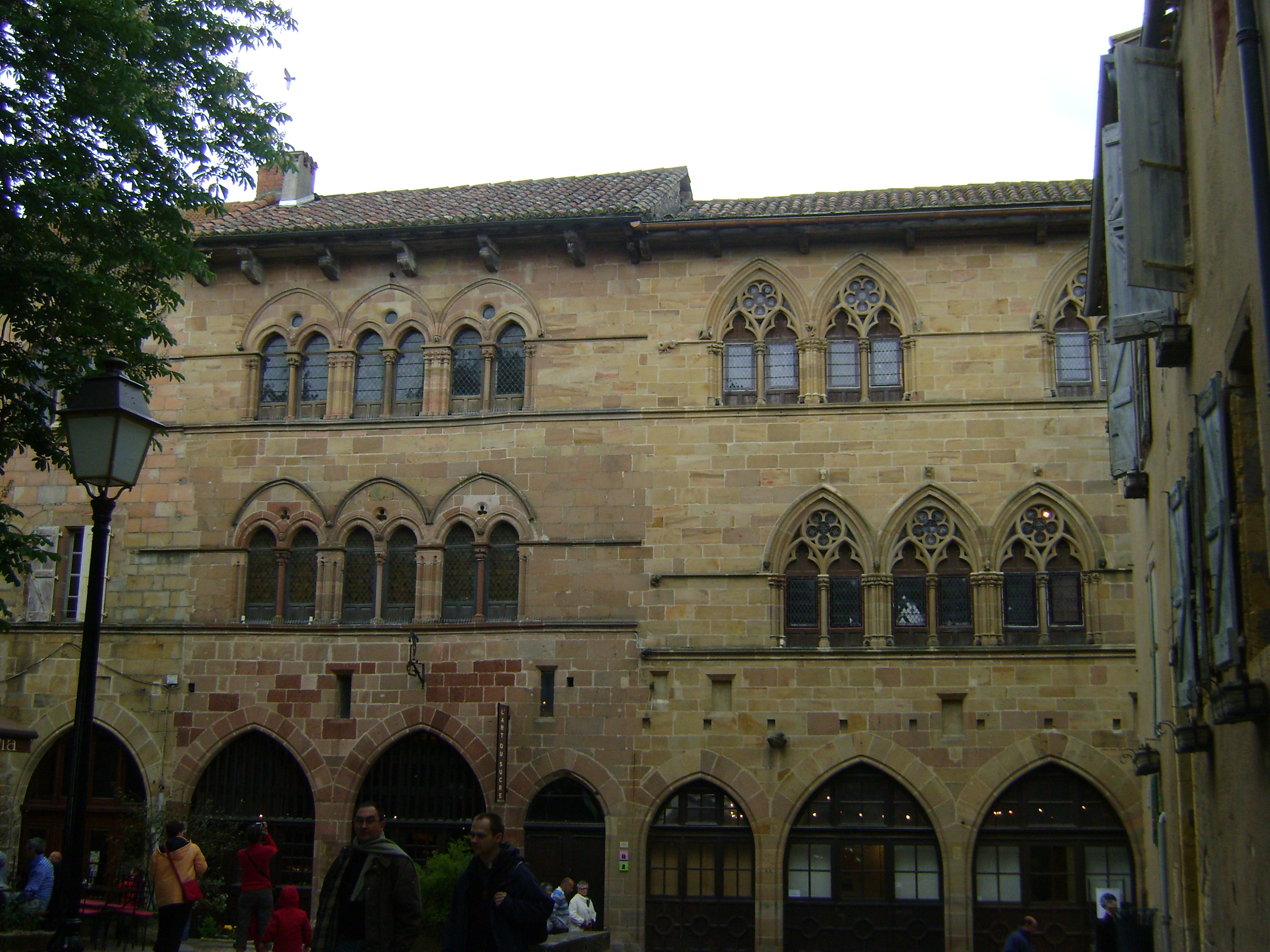
Façades gothiques.

Les artisans installés dans la nouvelle ville profitent de l'essor économique dû à une longue période de paix. Les familles s'enrichissent et d'artisanes, deviennent bourgeoises et marchandes. Ces familles décident alors de montrer leur richesse en signe de puissance et commence la construction de maisons gothiques. Ces bâtisses à architecture voisine réunissent atelier, entrepôt et magasin au rez-de-chaussée, habitation au premier étage et greniers au second étage. Une cour et des bâtiments annexes occupent l'arrière de la construction. Ces demeures confortables sont bâties entre la fin du XIIIe et le milieu du XIVe siècle. Cette durée relativement courte donne une unité architecturale à la bastide, lui valant le surnom de « Cité aux Cent Ogives ». Son âge d'or dure du XIVe au XVIe siècle avec un maximum de 5 500 habitants.
En 1321, Cordes doit faire une pénitence solennelle pour son opposition à l'inquisition de l'hérésie et à l'évêque d'Albi Bernard de Castanet à la fin du XIIIe et dans les premières années du XIVe siècle, époque où ses consuls avaient rejoint le mouvement de contestation emmené par le frère franciscain Bernard Délicieux.
Les guerres de Religion de la fin du XVIe siècle occasionnent peu de dommages à Cordes : elle est attaquée le 9 septembre 1568 par le baron de Paulin ; elle repousse l’assaut du vicomte Peyrole de Bruniquel, dans la nuit du 22 au 23 mai 1574.
Prosper Mérimée, alors chargé par Napoléon III d'établir un inventaire du patrimoine architectural français, la visita. La cité s’éveilla à nouveau à partir du milieu du XXe siècle, lorsque des artistes la redécouvrirent.
Albert Camus, après l’avoir visité dans les années 1950, disait « À Cordes, tout est beau, même le regret ». La cité est officiellement devenue « Cordes-sur-Ciel » en 1993.
Le réalisateur Hayao Miyazaki a effectué un voyage autour du village et, lors d'une promenade, il observe le village de Cordes entouré de sa brume matinale, lui donnant l'impression qu'un "château flotte dans le ciel". Il s'en inspirera pour la création de son film Le Château dans le ciel, notamment pour l'introduction et pour l'affiche,.

### Liste des maires

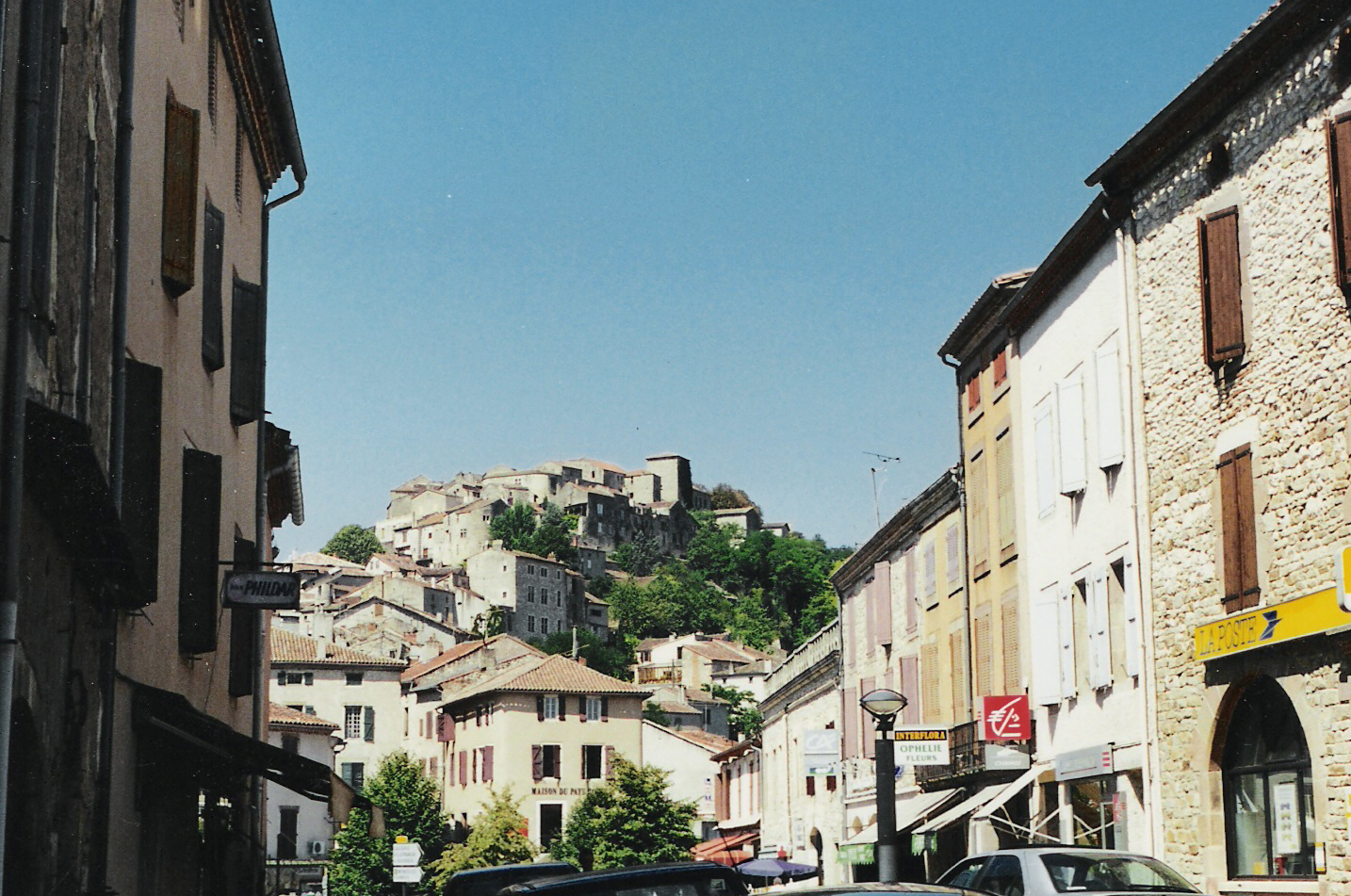
Cordes vue depuis la ville-basse.

## Politique et administration

### Politique de développement durable
La commune a engagé dans une politique de développement durable en lançant une démarche d'Agenda 21 en 2007.

### Jumelages
Cordes-sur-Ciel est jumelée avec la ville de Kourou, en Guyane.

## Population et société

### Démographie
Ses habitants sont appelés les Cordais et Cordaises.
| 1793  | 1800  | 1806  | 1821  | 1831  | 1836  | 1841  | 1846  | 1851  |
| ----- | ----- | ----- | ----- | ----- | ----- | ----- | ----- | ----- |
| 2 300 | 2 303 | 2 473 | 2 425 | 2 602 | 2 668 | 2 779 | 2 727 | 2 925 |

| 1856  | 1861  | 1866  | 1872  | 1876  | 1881  | 1886  | 1891  | 1896  |
| ----- | ----- | ----- | ----- | ----- | ----- | ----- | ----- | ----- |
| 2 911 | 2 847 | 2 719 | 2 536 | 2 378 | 2 207 | 2 099 | 1 995 | 1 860 |

| 1901  | 1906  | 1911  | 1921  | 1926  | 1931  | 1936  | 1946  | 1954  |
| ----- | ----- | ----- | ----- | ----- | ----- | ----- | ----- | ----- |
| 1 798 | 1 838 | 1 822 | 1 641 | 1 630 | 1 241 | 1 086 | 1 199 | 1 134 |

| 1962  | 1968  | 1975 | 1982  | 1990 | 1999 | 2006  | 2008  | 2013 |
| ----- | ----- | ---- | ----- | ---- | ---- | ----- | ----- | ---- |
| 1 098 | 1 100 | 967  | 1 011 | 932  | 996  | 1 012 | 1 017 | 940  |

| 2018 | 2022 | - | - | - | - | - | - | - |
| ---- | ---- | - | - | - | - | - | - | - |
| 828  | 847  | - | - | - | - | - | - | - |

### Enseignement

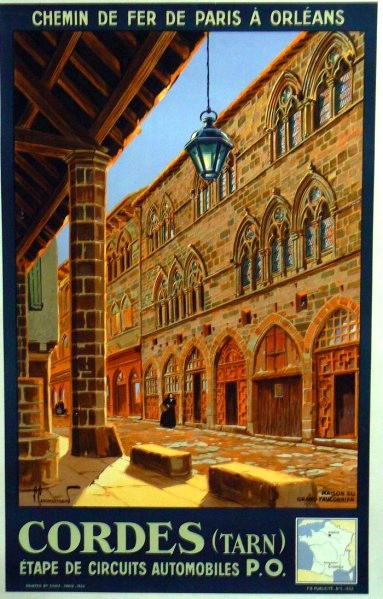
Affiche - Cordes sur ciel Tarn

Cordes-sur-Ciel dispose d'une école primaire publique (192 élèves en 2013) et d'un collège public.

### Manifestations culturelles et festivités

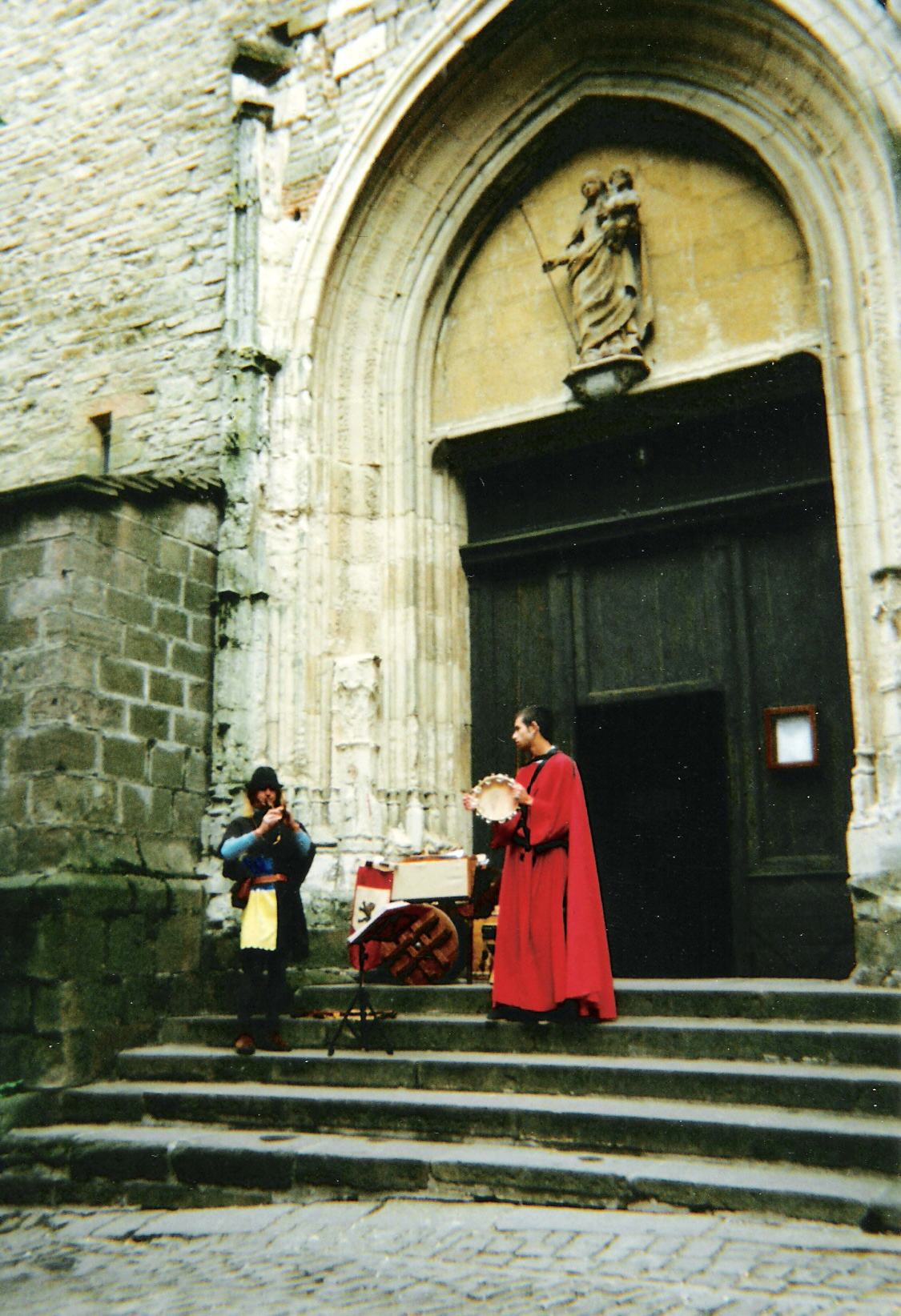
Ménestrels devant l'église lors du festival annuel du Grand Fauconnier.

Chaque année, le 14 juillet, a lieu les Médiévales de Cordes (anciennement Les fêtes du grand fauconnier).Des défilés en costume d'époque et des animations autour du Moyen Âge ont lieu dans toute la ville.
Autre événement d'envergure le week-end du 15 août,  La Festa Occitana. Plus qu'une fête, c'est une véritable célébration de la culture occitane. Pendant deux jours la langue, la musique et les danses du pays d'Oc sont mis à l'honneur dans les rues de la cité médiévale.

### Santé
Avec deux cabinets médicaux de deux médecins, des cabinets d'infirmières, trois fauteuils de dentistes, une pharmacie, des kinésithérapeutes, des ostéopathes, un opticien, la ville offre une qualité de soins assez exceptionnelle.

### Sports
L'US Cordes s'est mis en entente avec Valver foot 82 pour former l'Union Sportive Cordes Valver depuis la saison 2023-2024. Le club compte un peu moins de 200 licenciés pour 8 catégories (de U7 à Loisirs). L'équipe fanion évoluant en D3 départementale. [réf. nécessaire]
Un club de tennis et de handball ainsi que de nombreuses animations égayent le village, danse, trail, vtt etc

## Économie

### Revenus
En 2018, la commune compte 444 ménages fiscaux, regroupant 772 personnes. La médiane du revenu disponible par unité de consommation est de 18 550 € (20 400 € dans le département).

### Emploi
|                | 2008  | 2013   | 2018 |
| -------------- | ----- | ------ | ---- |
| Commune        | 9,7 % | 12,6 % | 14 % |
| Département    | 8,2 % | 9,9 %  | 10 % |
| France entière | 8,3 % | 10 %   | 10 % |

En 2018, la population âgée de 15 à 64 ans s'élève à 385 personnes, parmi lesquelles on compte 71,9 % d'actifs (57,9 % ayant un emploi et 14 % de chômeurs) et 28,1 % d'inactifs,. Depuis 2008, le taux de chômage communal (au sens du recensement) des 15-64 ans est supérieur à celui de la France et du département.
La commune est hors attraction des villes,. Elle compte 576 emplois en 2018, contre 660 en 2013 et 629 en 2008. Le nombre d'actifs ayant un emploi résidant dans la commune est de 239, soit un indicateur de concentration d'emploi de 241 % et un taux d'activité parmi les 15 ans ou plus de 39,7 %.
Sur ces 239 actifs de 15 ans ou plus ayant un emploi, 159 travaillent dans la commune, soit 67 % des habitants. Pour se rendre au travail, 58,2 % des habitants utilisent un véhicule personnel ou de fonction à quatre roues, 3,8 % les transports en commun, 18 % s'y rendent en deux-roues, à vélo ou à pied et 20,1 % n'ont pas besoin de transport (travail au domicile).

### Activités hors agriculture

#### Secteurs d'activités
226 établissements sont implantés  à Cordes-sur-Ciel au 31 décembre 2019. Le tableau ci-dessous en détaille le nombre par secteur d'activité et compare les ratios avec ceux du département,.
| Secteur d'activité                                                                                        | Commune | Commune | Département |
| Secteur d'activité                                                                                        | Nombre  | %       | %           |
| --- | ------- | ------- | ----------- |
| Ensemble                                                                                                  | 226     | 100 %   | (100 %)     |
| Industrie manufacturière, industries extractives et autres                                                | 27      | 11,9 %  | (13 %)      |
| Construction                                                                                              | 14      | 6,2 %   | (12,5 %)    |
| Commerce de gros et de détail, transports, hébergement et restauration                                    | 93      | 41,2 %  | (26,7 %)    |
| Information et communication                                                                              | 5       | 2,2 %   | (2,1 %)     |
| Activités financières et d'assurance                                                                      | 6       | 2,7 %   | (3,3 %)     |
| Activités immobilières                                                                                    | 13      | 5,8 %   | (4,2 %)     |
| Activités spécialisées, scientifiques et techniques et activités de services administratifs et de soutien | 23      | 10,2 %  | (13,8 %)    |
| Administration publique, enseignement, santé humaine et action sociale                                    | 30      | 13,3 %  | (15,5 %)    |
| Autres activités de services                                                                              | 15      | 6,6 %   | (9 %)       |

Le secteur du commerce de gros et de détail, des transports, de l'hébergement et de la restauration est prépondérant sur la commune puisqu'il représente 41,2 % du nombre total d'établissements de la commune (93 sur les 226 entreprises implantées  à Cordes-sur-Ciel), contre 26,7 % au niveau départemental.

#### Entreprises et commerces
Les cinq entreprises ayant leur siège social sur le territoire communal qui génèrent le plus de chiffre d'affaires en 2020 sont : 
- SARL Gautier Materiaux, commerce de gros (commerce interentreprises) de bois et de matériaux de construction (1 079 k€)
- SARL Ag3, agences immobilières (259 k€)
- Coutouly, autres commerces de détail alimentaires en magasin spécialisé (134 k€)
- Les Arcades, restauration de type rapide (125 k€)
- SARL Tache Yannick, traitement des semences (120 k€)

### Agriculture
|               | 1988 | 2000 | 2010 | 2020 |
| ------------- | ---- | ---- | ---- | ---- |
| Exploitations | 20   | 6    | 6    | 5    |
| SAU (ha)      | 524  | 268  | 390  | 505  |

La commune est dans les Causses du Quercy, une petite région agricole relativement pauvre et aride accueilant des élevages de brebis et agneaux en plein air, située dans le nord-ouest du département du Tarn. En 2020, l'orientation technico-économique de l'agriculture  sur la commune est la polyculture et/ou le polyélevage. Cinq exploitations agricoles ayant leur siège dans la commune sont dénombrées lors du recensement agricole de 2020 (20 en 1988). La superficie agricole utilisée est de 505 ha,,.

## Culture locale et patrimoine

### Lieux et monuments

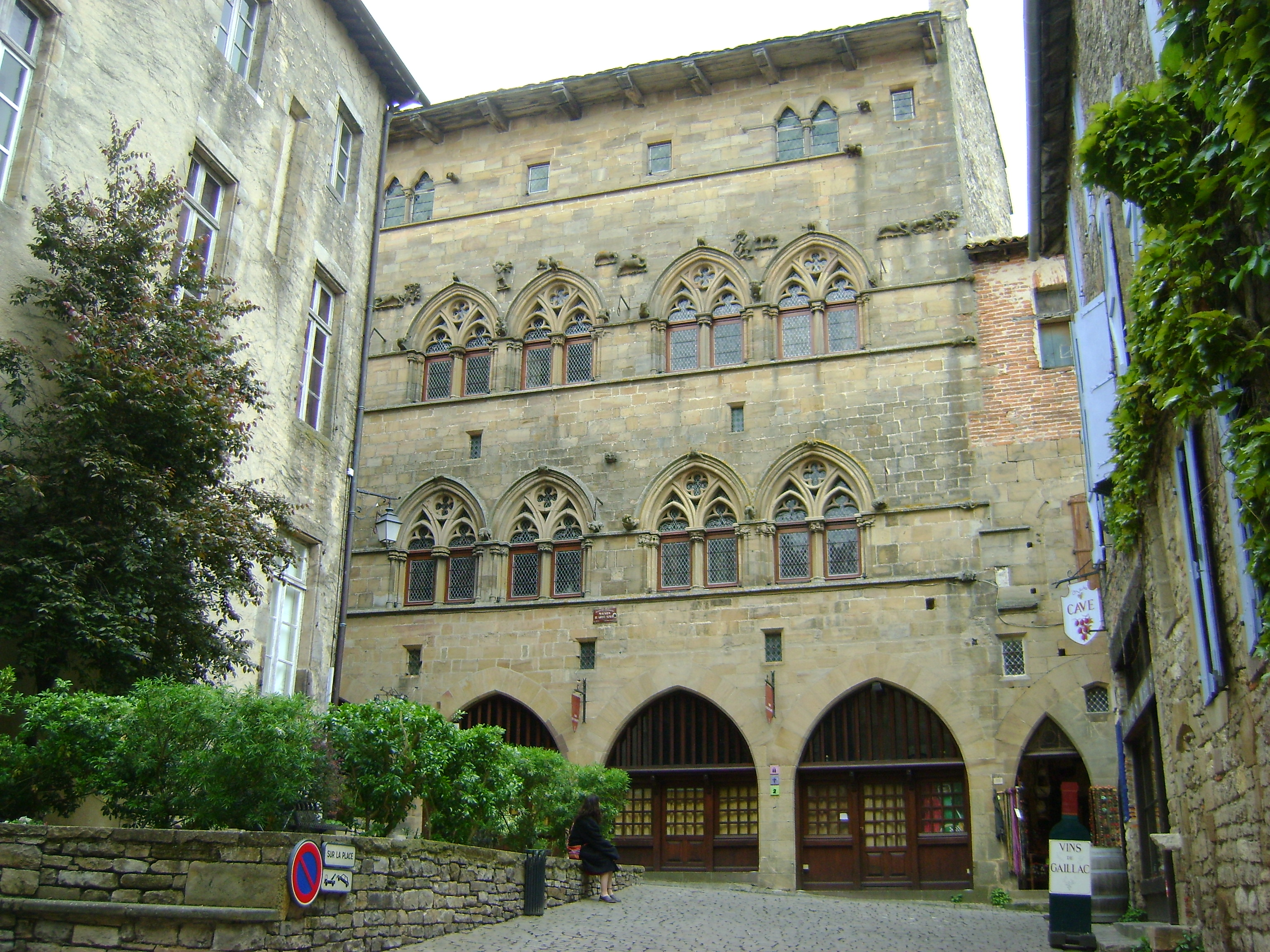
Maison du Grand Veneur.

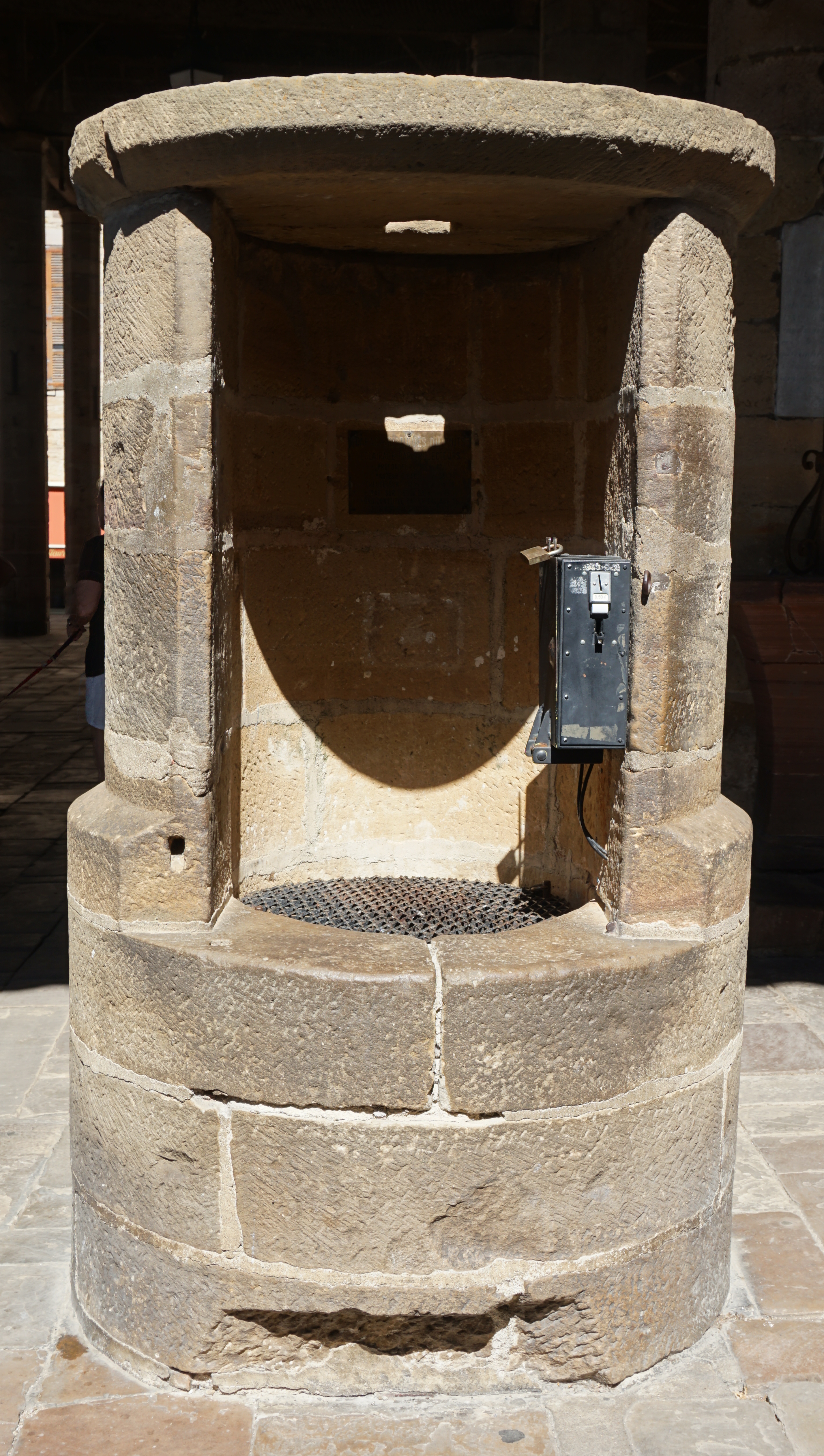
Puits d'une profondeur de 113 m.

Le village est entouré de quatre enceintes et de plusieurs portes comme la porte des Ormeaux, la porte de la Jane , le portail Peint, la porte du Vainqueur conservées par l'association "Société des Amis du Vieux Cordes" ou la porte de l'Horloge.
Le village fait partie de l'association « Les Plus Beaux Villages de France ».
- Ce village est connu, entre autres, pour son puits de la halle qui fait plus de 100 mètres de profondeur (113,47 mètres). Selon les spéléologues du Doubs, le puits de la Citadelle de Besançon (Doubs) est le plus profond de France (117 m) devant celui de la Halle à Cordes-Sur-Ciel (114m) et le puits du château de Joux (102 m) (Doubs)[53].
- La maison du Grand Veneur est une grande bâtisse de grès dont la façade a trois étages. C'est l'une des façades les plus sculptées du village. Le siège de la mairie est situé dans la maison Fonpeyrouse.
- Le Monument du Souvenir, place de la Bride, est un chef-d'œuvre métallique de l'aquarelliste-peintre-forgeron-sculpteur et conteur occitan Jean Marc (1924-2008), né à Montans, qui avait son atelier dans la commune.
- L'église Saint-Michel, de style gothique méridional, date en grande partie du XIIIe siècle, en dépit de remaniements au XVe siècle. Le clocher date du XIVe siècle. L'intérieur conserve des fresques d'inspiration Renaissance réalisées par le peintre Gayral de 1841 à 1844 et plusieurs tableaux datant de cette période (Saint Louis de Gonzagues en prière, Apothéose de saint Jacques...). L'édifice a été classé au titre des monuments historiques en 1922[54]. De nombreux objets sont référencés dans la base Palissy (voir les notices liées)[54].
- Le lieu-dit du Pied Haut situé non loin du village qui permet un point de vue global sur la bastide. S’y rendre à l’aube permet de voir la cité émerger des nuages.
- Chapelle du Saint-Crucifix de Cordes-sur-Ciel. L'édifice a été classé au titre des monuments historiques en 1984[55].
- Croix de Cordes-sur-Ciel.
- La Capelette Saint-Jacques. L'édifice a été inscrit au titre des monuments historiques en 1927[56] fut décorée par Yves Brayer.
- Chapelle des Trinitaires de Cordes-sur-Ciel.
- Chapelle du couvent Notre-Dame de Cordes-sur-Ciel.
- Chapelle Saint-Jean de Saint-Jean.

Couvent des capucins de Gaillac

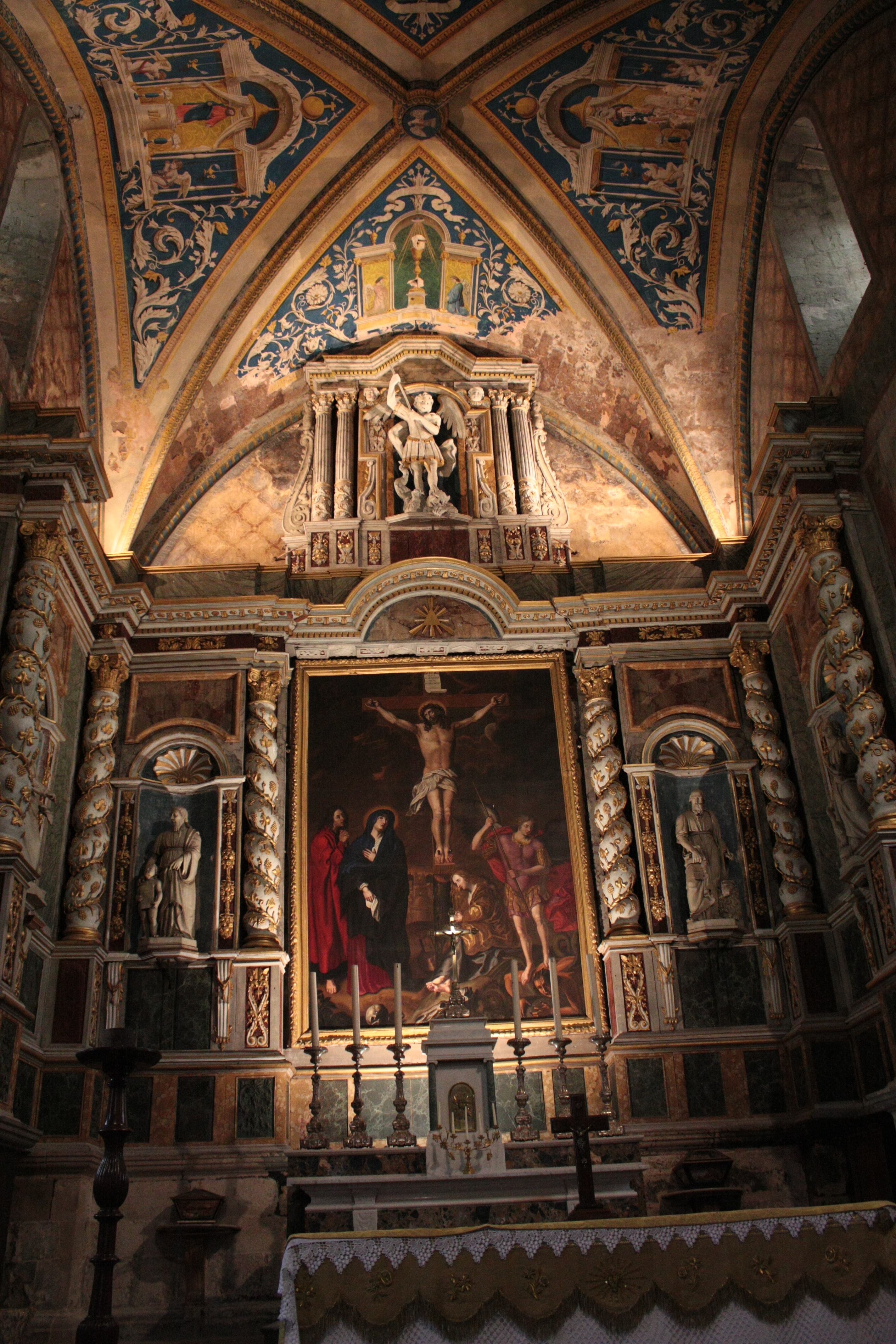
Intérieur de l'église Saint-Michel (1269).

Couvent de 1660 situé chemin des Capucins, rue La Peyrade.
En 1826, il est mis à la disposition de la communauté des sœurs de Saint Joseph d'Oulias (Rhône).
Depuis 1975, c'est le principal foyer de la communauté des Béatitudes, anciennement communauté du Lion de Juda et de l'Agneau Immolé. Le couvent des capucins est actuellement propriété privée.

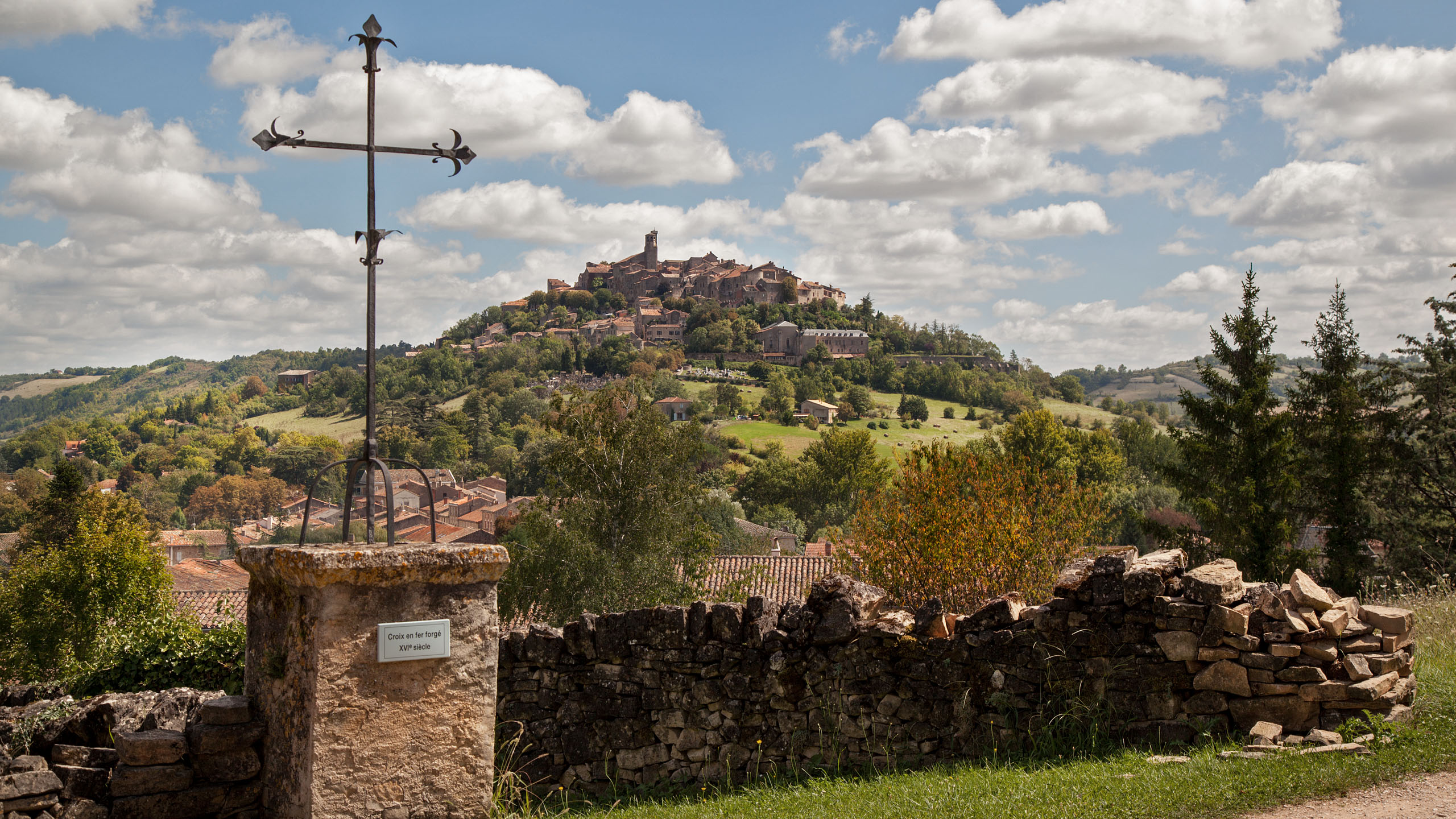
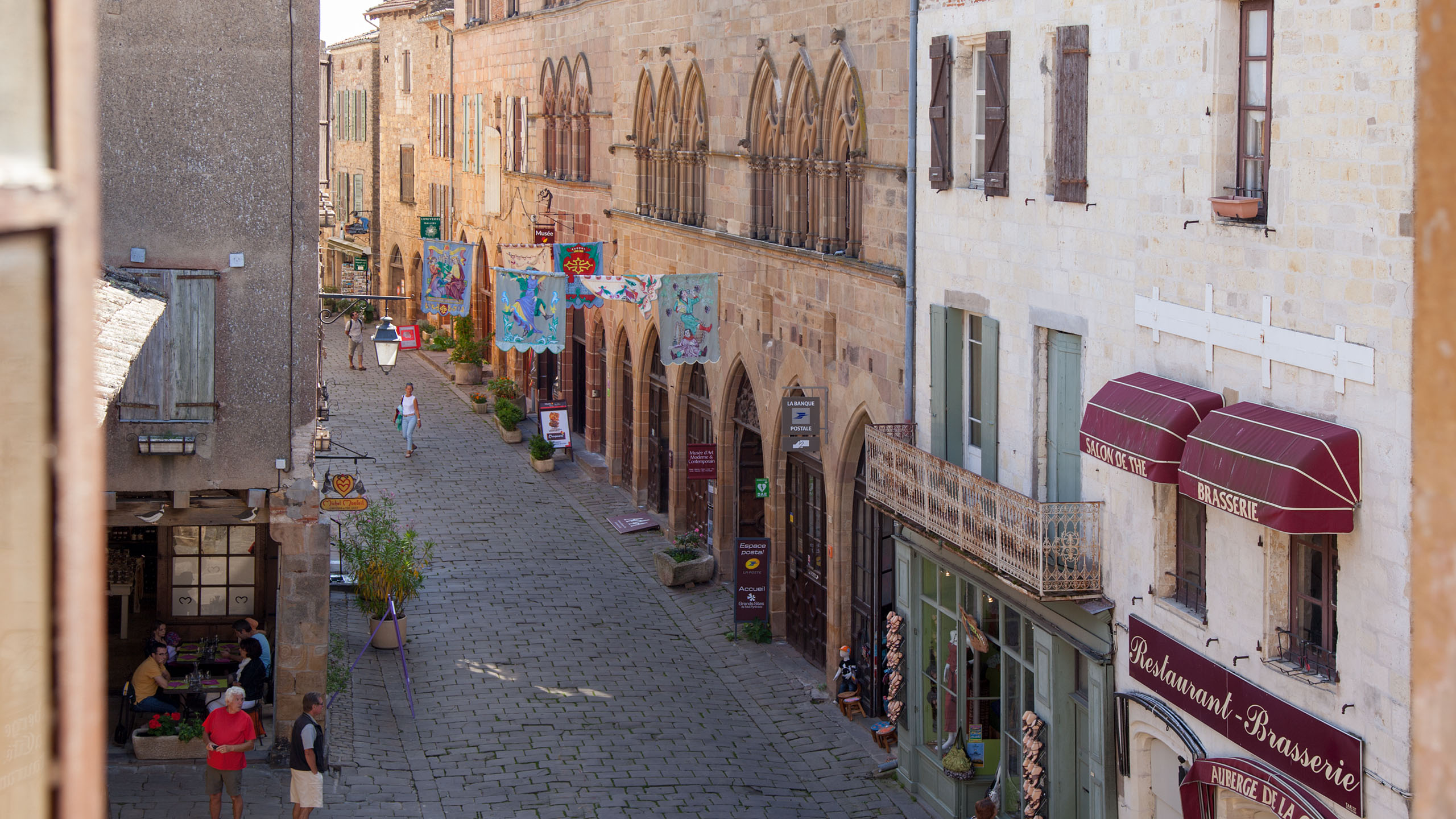
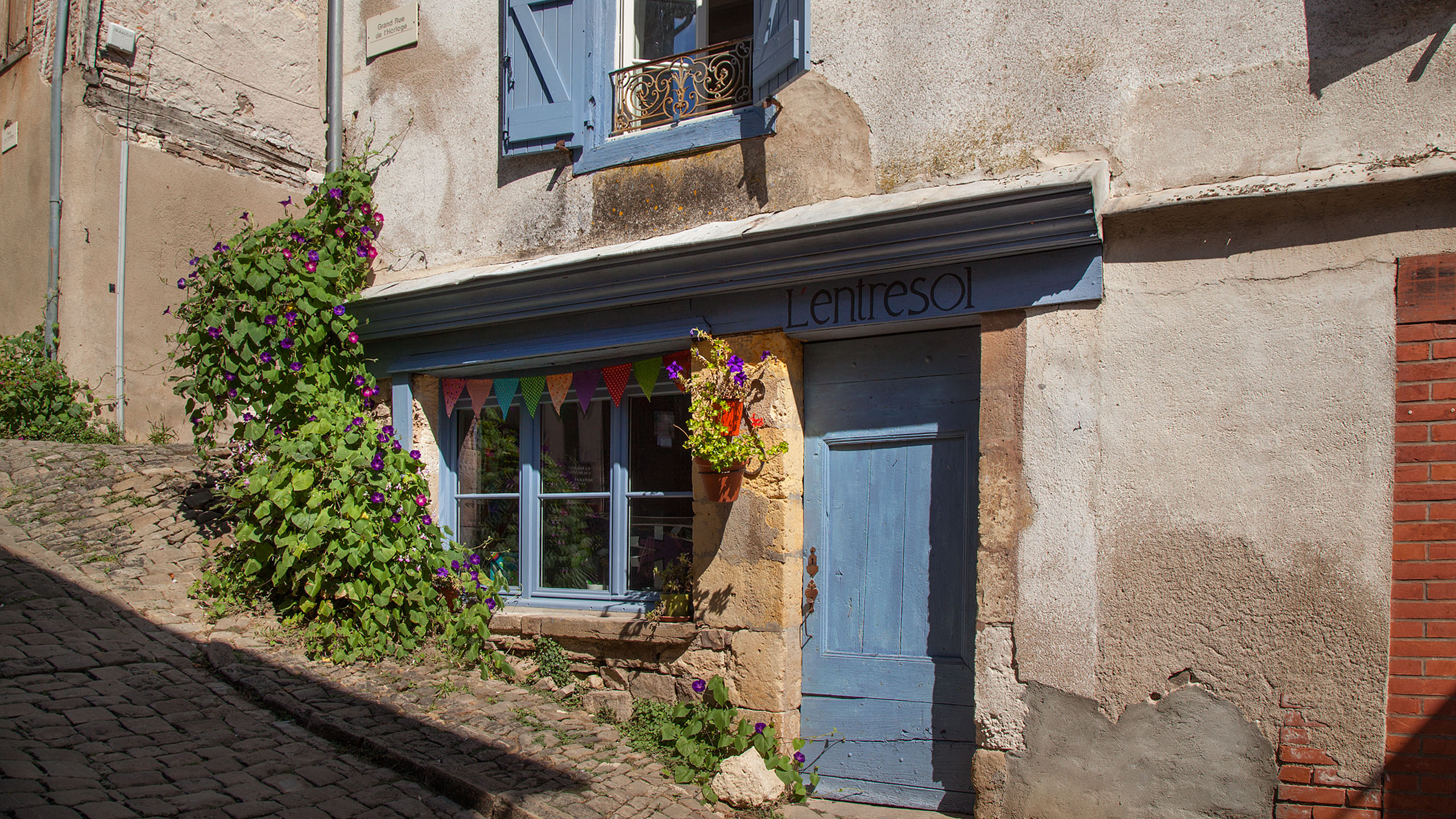
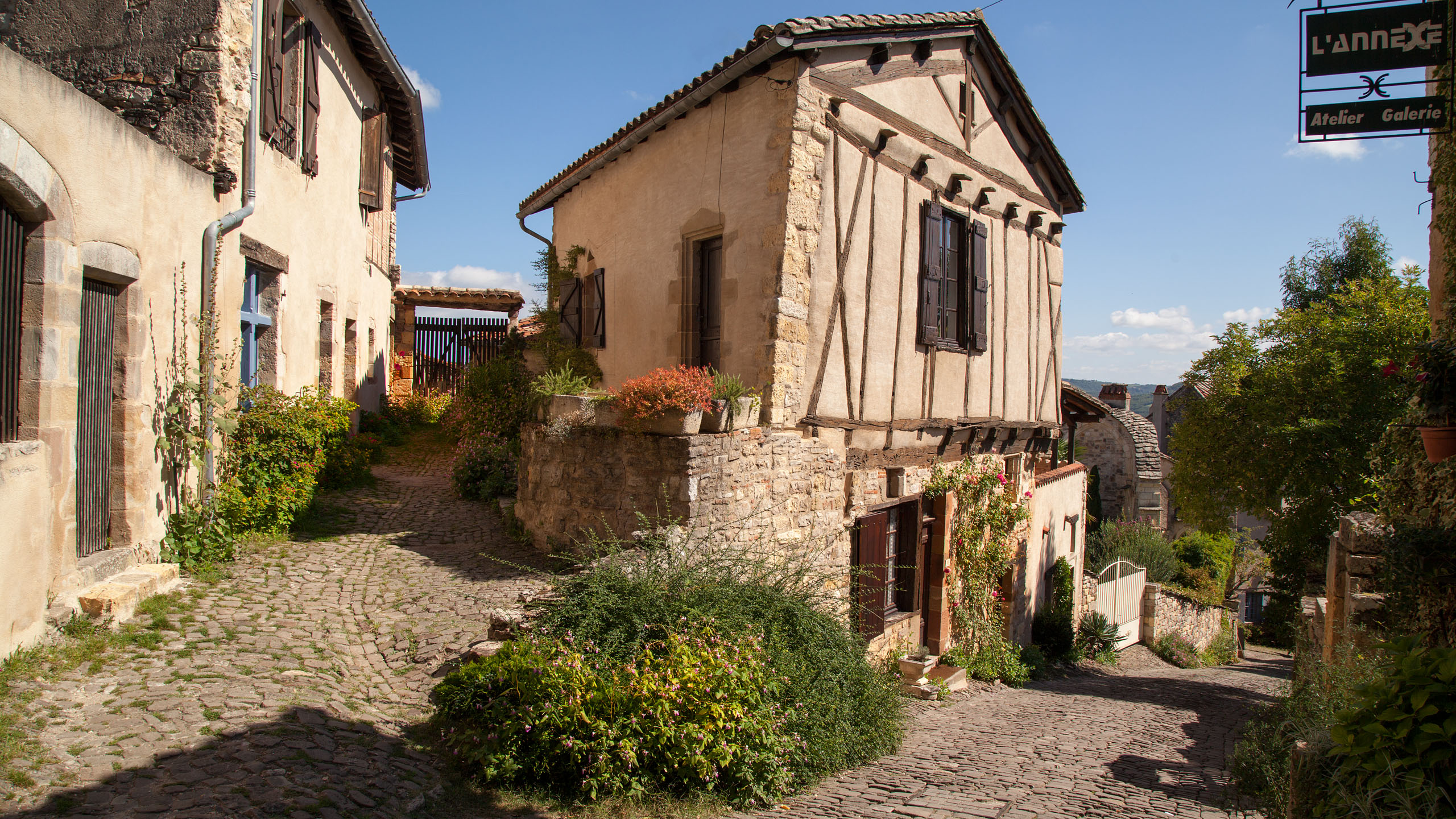
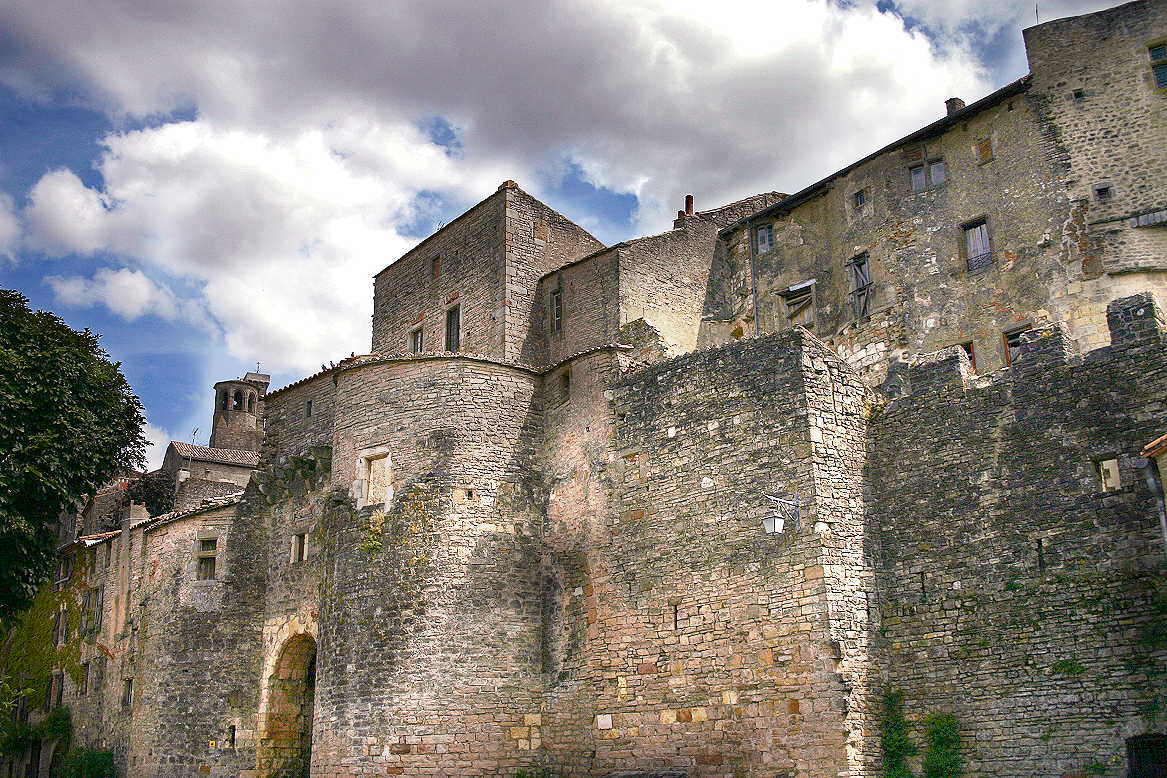

### Musées
- Le musée Charles-Portal, art,histoire et patrimoine du pays cordais[58] est installé à la porte des Ormeaux, édifice médiéval classé monument historique, typique de la construction militaire de Cordes. L'architecture cordaise y est expliquée. Des pièces historiques sont présentées (faucons sculptés, ancienne porte de la mairie du XVIe siècle, serrures…), des films traitant de l'énigmatique puits de la halle (113 m de profondeur), des "mystères d'eaux" de la ville, de la broderie cordaise, du tissage, ainsi que des diaporamas sur le "livre ferrat", l'église Saint-Michel. Sont exposées des collections de Cordes et de sa région depuis la préhistoire jusqu'au XXe siècle : très belles pièces gallo-romaines, mérovingiennes et médiévales, fac-similés d'archives de l'histoire de la ville, mesures à grain, mais aussi une imposante machine à broder du XIXe siècle. De la terrasse, très belles vues sur l'ouest cordais et sur les vieilles rues. Il est géré par l'association de bénévoles, créée en 1904, "Société des Amis du Vieux Cordes". Le musée a le label « Musée de France ».
- La Maison du Grand Fauconnier (également classée Monument Historique) abrite le musée d'Art Moderne et Contemporain, offrant une rencontre unique entre le patrimoine architectural historique et la création artistique. Abordant des styles et des mouvements divers, les collections du musée proposent un parcours à travers l'art au XXe siècle. On peut y admirer les œuvres d’Yves Brayer (1907-1990), un des plus importants peintres figuratifs du XXe siècle. Grâce à la donation du poète André Verdet, à la fois peintre, céramiste, philosophe, témoin et acteur de l'émergence de l'art moderne des années 1960, on y découvre également des œuvres de Picasso, Miró, Léger, Klee, Magnelli, Prévert, Arman, Appel, Kijno, Fromanger, Christo.. accompagnés d'un buste en terre cuite de Cyril de La Patellière à l'effigie d'André Verdet modelé à son domicile de Saint-Paul-de-Vence en novembre 1999. Le musée d'Art Moderne et Contemporain de Cordes possède aussi la quasi-totalité de l'œuvre de Maurice Baskine (1905-1968), ancien membre du groupe surréaliste, des tableaux du Cordais Francis Meunier (1924- 1995), également membre du groupe surréaliste, et une quinzaine d’œuvres d’Aline Gagnaire (1922-1997), membre de l'Ouvroir de peinture potentielle (Oupeinpo).
- Cordes abrite le musée du sucre et du chocolat. Il regroupe une centaine de pièces d'art réalisées exclusivement à base de sucre sur des thèmes aussi divers que le Moyen Âge, la mythologie, les fleurs, la nature, les technologies ou encore les contes et légendes.

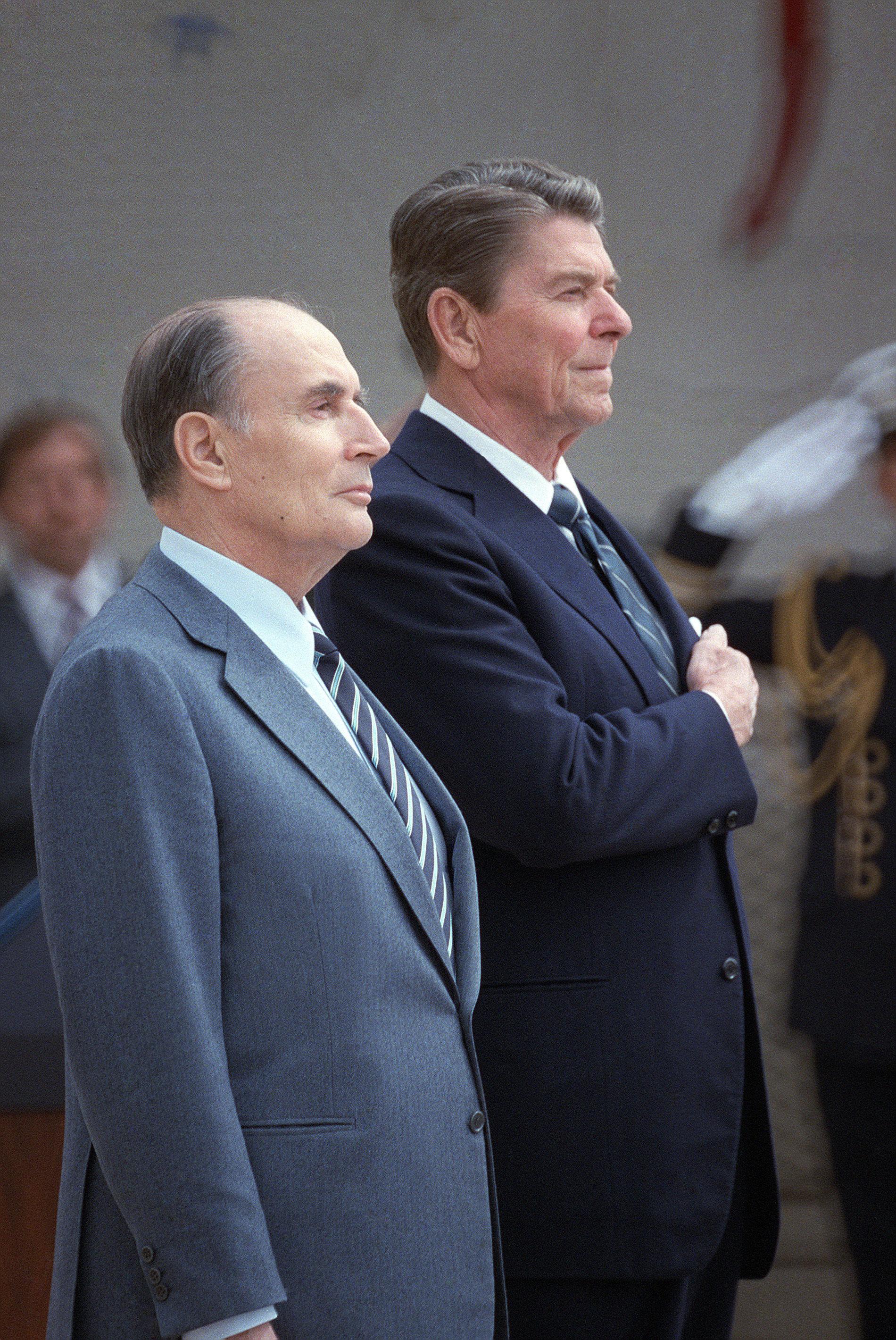
François Mitterrand.

### Personnalités liées à la commune
- Alexis Littré (1654-1726) : médecin, anatomiste.
- Camille Raynaud (1868-1947) : sculpteur.
- Yves Brayer (1907-1990) : peintre français.
- Francis Meunier (1924-1995) : peintre français ; membre du groupe surréaliste.
- Charles Portal : archiviste départemental.
- Paul Quilès : homme politique français (PS).

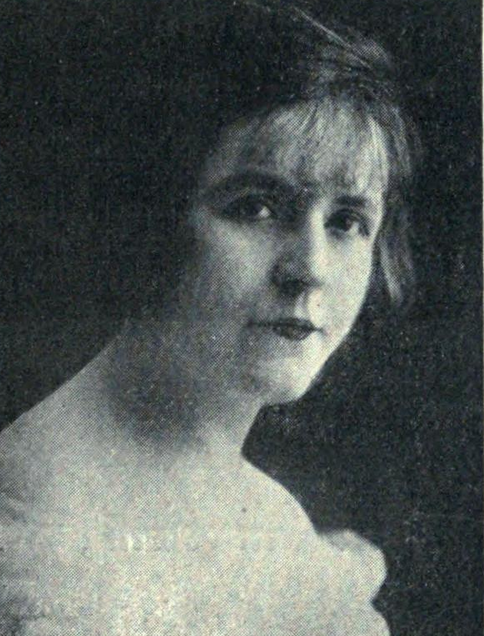
Jane Ramel-Cals portrait

- Jane Ramel-Cals portraitYves Thuriès : chef cuisinier, pâtissier français et chocolatier.
- La Talvera : groupe de musiciens occitans.
- André Verdet : poète, peintre.
- Jeanne Ramel-Cals (1883-1976) : écrivain, journaliste, poétesse.
- François Mitterrand : président de la République française.

### Héraldique
| Blason de cordes-sur-Ciel | « De gueules au château donjonné d'argent mouvant de la pointe, ouvert du champ et maçonné de sable, surmonté d'une croix cléchée, vidée et pommetée de douze pièces d'or, au chef cousu d'azur chargé de trois fleurs de lys d'or » |